# Sword Art Online: Alicization
A terceira temporada de Sword Art Online, intitulada Sword Art Online: Alicization, é uma série de anime adaptada da série light novel do mesmo título, escrita por Reki Kawahara e ilustrada pela abec. É animado pela A-1 Pictures e dirigido por Manabu Ono. Ele cobre a primeira parte do arco "Alicization" e se adapta do nono volume do romance, Alicization Beginning, ao décimo quarto volume, Alicization Uniting. A segunda parte do anime, intitulada Sword Art Online: Alicization - War of Underworld, adapta-se do décimo quinto volume do romance, Alicization Invading, ao décimo oitavo volume, Alicization Lasting. Embora não seja coberto pelos romances leves, Alicization ocorre após Sword Art Online The Movie: Ordinal Scale, pois incorpora elementos do filme que não estão nos romances. 
A primeira parte da série estreou em 6 de outubro de 2018 e foi ao ar até 30 de março de 2019, com uma estréia mundial de uma hora no Japão, Estados Unidos, México, Austrália, França, Alemanha, Rússia e Coreia do Sul em 15 de setembro de 2018. A segunda parte da série estreou em 12 de outubro de 2019 e foi ao ar até 28 de dezembro de 2019, com um episódio de resumo resumindo a primeira parte em 5 de outubro de 2019. A segunda metade da série War of Underworld foi originalmente programada para estrear em 25 de abril de 2020, mas foi adiada para estrear em 11 de julho de 2020, devido à pandemia de COVID-19. A Aniplex of America foi ao ar a primeira parte da versão dublada em inglês da série no bloco Toonami da Adult Swim de 9 de fevereiro a 13 de julho de 2019, enquanto a segunda parte da série foi ao ar de 18 de janeiro a 4 de abril de 2020.
O primeiro tema de abertura do Sword Art Online: Alicization é "Adamas" da LiSA e o primeiro tema final é "Iris" (アイリス)  de Eir Aoi. O segundo tema de abertura é "Resister", de Asca, e o segundo tema final, "Forget-me-not", de ReoNa, com o episódio 19 apresentando "Niji no Kanata ni" (虹の彼方に, Beyond the Rainbow) , também cantado por ReoNa. Em Sword Art Online: Alicization - War of Underworld, o primeiro tema de abertura é "Resolution", de Haruka Tomatsu, e o primeiro tema final é "Unlasting", de LiSA. O segundo tema de abertura é "Anima", de Reona, e o segundo tema final, "I will", de Eir Aoi. A música da série é composta por Yuki Kajiura.

## Lista de episódios

### Sword Art Online: Alicization(2018-19)
| Story arc 4: Alicization       |      | |                                                    |                                 |                         |               |
| Parte 1: Alicization Beginning |      | |                                                    |                                 |                         |               |
| 50                             | 1    | "Underworld" Transliteração: "Andāwārudo" (em japonês: アンダーワールド)                           | Manabu Ono Tsuyoshi Tobita                         | Yukito Kizawa                   | 6 de outubro de 2018    | [ 12 ]        |
| 51                             | 2    | "A Árvore Demoníaca" Transliteração: "Akuma no Ki" (em japonês: 悪魔の樹)                          | Takashi Sakuma                                     | Yukito Kizawa                   | 13 de outubro de 2018   | [ 13 ]        |
| 52                             | 3    | "As Montanhas do Fim" Transliteração: "Hate no Sanmyaku" (em japonês: 果ての山脈)                  | Shunsuke Ishikawa                                  | Ko Nekota                       | 20 de outubro de 2018   | [ 14 ]        |
| 53                             | 4    | "Despedida" Transliteração: "Tabidachi" (em japonês: 旅立ち)                                       | Michiru Itabisashi                                 | Ko Nekota                       | 27 de outubro de 2018   | [ 15 ]        |
| 54                             | 5    | "Ocean Turtle" Transliteração: "Ōshan Tātoru" (em japonês: オーシャン・タートル)                   | Kōji Kobayashi                                     | Yukito Kizawa                   | 3 de novembro de 2018   | [ 16 ]        |
| 55                             | 6    | "Projeto Alicization" Transliteração: "Arishiazēshon Keikaku" (em japonês: アリシアゼーション計画) | Hiroki Hirano                                      | Yukito Kizawa                   | 10 de novembro de 2018  | [ 17 ]        |
| 56                             | 7    | "Academia da Espada" Transliteração: "Ken no Manabiya" (em japonês: 剣の学び舎)                    | Shunsuke Ishikawa                                  | Ko Nekota                       | 17 de novembro de 2018  | [ 18 ]        |
| 57                             | 8    | "Orgulho de Espadachim" Transliteração: "Kenshi no Kyōji" (em japonês: 剣士の矜持)                 | Shigeki Kawai                                      | Yukito Kizawa                   | 24 de novembro de 2018  | [ 19 ]        |
| 58                             | 9    | "Responsabilidades de um Nobre" Transliteração: "Kizoku no Sekimu" (em japonês: 貴族の責務)        | Michiru Itabisashi                                 | Munemasa Nakamoto Yukito Kizawa | 1 de dezembro de 2018   | [ 20 ]        |
| 59                             | 10   | "Código de Tabus" Transliteração: "Kinki Mokuroku" (em japonês: 禁忌目録)                          | Shunsuke Nakashige                                 | Munemasa Nakamoto               | 8 de dezembro de 2018   | [ 21 ]        |
| 60                             | 11   | "Catedral Central" Transliteração: "Sentoraru Kasedoraru" (em japonês: セントラル・カセドラル)     | Satoshi Saga                                       | Munemasa Nakamoto               | 15 de dezembro de 2018  | [ 22 ]        |
| 61                             | 12   | "A Sábia da Biblioteca" Transliteração: "Tosho-shitsu no Kenja" (em japonês: 図書室の賢者)         | Tsuyoshi Tobita                                    | Munemasa Nakamoto Yukito Kizawa | 22 de dezembro de 2018  | [ 23 ]        |
| 62                             | 13   | "Mandante e Mediadora" Transliteração: "Shihai-sha to Chōtei-sha" (em japonês: 支配者と調停者)     | Hiroshi Kimura                                     | Munemasa Nakamoto Yukito Kizawa | 5 de janeiro de 2019    | [ 24 ]        |
| Parte 2: Alicization Rising    |      | |                                                    |                                 |                         |               |
| 63                             | 14   | "O Cavaleiro Escarlate" Transliteração: "Guren no Kishi" (em japonês: 紅蓮の騎士)                  | Shunsuke Ishikawa                                  | Munemasa Nakamoto               | 12 de janeiro de 2019   | [ 25 ]        |
| 64                             | 15   | "O Cavaleiro Implacável" Transliteração: "Retsujitsu no Kishi" (em japonês: 烈日の騎士)            | Hirotaka Tokuda                                    | Munemasa Nakamoto               | 19 de janeiro de 2019   | [ 26 ]        |
| 65                             | 16   | "A Cavaleira de Osmanthus" Transliteração: "Kinmokusei no Kishi" (em japonês: 金木犀の騎士)        | Saori Den                                          | Munemasa Nakamoto               | 26 de janeiro de 2019   | [ 27 ]        |
| 66                             | 17   | "Trégua" Transliteração: "Kyūsen Kyōtei" (em japonês: 休戦協定)                                    | Michiru Itabisashi                                 | Yukito Kizawa                   | 2 de fevereiro de 2019  | [ 28 ]        |
| 67                             | 18   | "O Herói Lendário" Transliteração: "Densetsu no Eiyū" (em japonês: 伝説の英雄)                     | Ken Takahashi                                      | Yukito Kizawa                   | 9 de fevereiro de 2019  | [ 29 ]        |
| 67.5                           | 18.5 | "Recordações" Transliteração: "Rikorekushon" (em japonês: リコレクション)                          | N/A                                                | N/A                             | 16 de fevereiro de 2019 | [ 30 ] [ 31 ] |
| 68                             | 19   | "O Selo no Olho Direito" Transliteração: "Migime no Fūin" (em japonês: 右目の封印)                 | Shunsuke Ishikawa                                  | Yukito Kizawa                   | 23 de fevereiro de 2019 | [ 32 ]        |
| 69                             | 20   | "Síntese" Transliteração: "Shinsesaizu" (em japonês: シンセサイズ)                                 | Satoshi Saga Takuma Suzuki                         | Yukito Kizawa                   | 2 de março de 2019      | [ 33 ]        |
| Parte 3: Alicization Uniting   |      | |                                                    |                                 |                         |               |
| 70                             | 21   | "O 32º Cavaleiro" Transliteração: "San jū ni-banme no kishi" (em japonês: 三十二番目の騎士)        | Shunsuke Nakashige                                 | Yukito Kizawa                   | 9 de março de 2019      | [ 34 ]        |
| 71                             | 22   | "O Titã das Espadas" Transliteração: "Ken no Kyojin" (em japonês: 剣の巨人)                        | Hiroshi Kimura                                     | Munemasa Nakamoto               | 16 de março de 2019     | [ 35 ]        |
| 72                             | 23   | "Administrator" Transliteração: "Adominisutorēta" (em japonês: アドミニストレータ)                 | Hirotaka Tokuda Yūsuke Maruyama Michiru Itabisashi | Yukito Kizawa                   | 23 de março de 2019     | [ 36 ]        |
| 73                             | 24   | "Meu Herói" Transliteração: "Boku no Eiyū" (em japonês: ぼくの英雄)                                | Takashi Sakuma Manabu Ono                          | Yukito Kizawa                   | 30 de março de 2019     | [ 37 ]        |

### Sword Art Online: Alicization – War of Underworld(2019–20)
| Parte 4: Alicization Invading  |      | |                               |                   |                        |        |
| 73.5                           | 24.5 | "Reflexão" Transliteração: "Rifurekushon" (em japonês: リフレクション)                             | N/A                           | N/A               | 5 de outubro de 2019   | [ 38 ] |
| 74                             | 25   | "No Distante Norte" Transliteração: "Kita no Ji Nite" (em japonês: 北の地にて)                     | Takashi Sakuma                | Munemasa Nakamoto | 12 de outubro de 2019  | [ 41 ] |
| 75                             | 26   | "Incursões" Transliteração: "Shuugeki" (em japonês: 襲撃)                                          | Takehiro Miura                | Munemasa Nakamoto | 19 de outubro de 2019  | [ 42 ] |
| 76                             | 27   | "O Teste de Carga Final" Transliteração: "Saishū Fuka Jikken" (em japonês: 最終負荷実験)           | Hiroshi Kimura                | Munemasa Nakamoto | 26 de outubro de 2019  | [ 43 ] |
| 77                             | 28   | "Território Negro" Transliteração: "Dāku Teritorī" (em japonês: ダークテリトリー)                  | Naomi Nakayama Takashi Sakuma | Yukito Kizawa     | 2 de novembro de 2019  | [ 44 ] |
| 78                             | 29   | "A Noite Antes da Batalha" Transliteração: "Kaisen Zenya" (em japonês: 開戦前夜)                   | Chiku Onoue                   | Yukito Kizawa     | 9 de novembro de 2019  | [ 45 ] |
| Parte 5: Alicization Exploding |      | |                               |                   |                        |        |
| 79                             | 30   | "Batalha dos Cavaleiros" Transliteração: "Kishi-tachi no Tatakai" (em japonês: 騎士たちの戦い)     | Takuma Suzuki                 | Yukito Kizawa     | 16 de novembro de 2019 | [ 46 ] |
| 80                             | 31   | "Chaga dos Desqualificados" Transliteração: "Shikkaku-sha no Rakuin" (em japonês: 失格者の烙印)    | Hideya Ito                    | Kohei Urushibara  | 23 de novembro de 2019 | [ 47 ] |
| 81                             | 32   | "Sangue e Vida" Transliteração: "Chi to Inochi" (em japonês: 血と命)                               | Shunsuke Nakashige            | Munemasa Nakamoto | 30 de novembro de 2019 | [ 48 ] |
| 82                             | 33   | "Espada e Punhos" Transliteração: "Ken to Ken" (em japonês: 剣と拳)                                | Hiroshi Kimura                | Kohei Urushibara  | 7 de dezembro de 2019  | [ 49 ] |
| 83                             | 34   | "Stacia, a Deusa da Criação" Transliteração: "Sōsei Shin Suteishia" (em japonês: 創世神ステイシア) | Takashi Sakuma                | Kohei Urushibara  | 14 de dezembro de 2019 | [ 50 ] |
| Parte 6: Alicization Awakening |      | |                               |                   |                        |        |
| 84                             | 35   | "Decisão Fria" Transliteração: "Hijō no Sentaku" (em japonês: 非情の選択)                          | Akira Yamada                  | Munemasa Nakamoto | 21 de dezembro de 2019 | [ 51 ] |
| 85                             | 36   | "Raio de Luz" Transliteração: "Hitosuji no Hikari" (em japonês: 一筋の光)                          | Kenji Seto Shunsuke Nakashige | Munemasa Nakamoto | 28 de dezembro de 2019 | [ 52 ] |
| 86                             | 37   | "Guerra de Underworld" Transliteração: "Andāwārudo Taisen" (em japonês: アンダーワールド大戦)      | Manabu Ono                    | Kohei Urushibara  | 11 de julho de 2020    | [ 53 ] |
| 87                             | 38   | "O fim da eternidade" Transliteração: "Mugen no Hate" (em japonês: 無限の果て)                     | Toru Hamasaki                 | Kohei Urushibara  | 18 de julho de 2020    | [ 54 ] |
| 88                             | 39   | "Instigação" Transliteração: "Sendō" (em japonês: 扇動)                                            | Takehiro Miura                | Munemasa Nakamoto | 25 de julho de 2020    | [ 55 ] |
| 89                             | 40   | "Código 871" Transliteração: "Kōdo Hachi Nana Ichi" (em japonês: コード８７１)                     | Takashi Sakuma                | Kohei Urushibara  | 1 de agosto de 2020    | [ 56 ] |
| Parte 7: Alicization Lasting   |      | |                               |                   |                        |        |
| 90                             | 41   | "O filho do diabo" Transliteração: "Akuma no Ko" (em japonês: 悪魔の子)                            | Akira Yamada                  | Munemasa Nakamoto | 8 de agosto de 2020    | [ 57 ] |
| 91                             | 42   | "Memórias" Transliteração: "Kioku" (em japonês: 記憶)                                              | Yuya Horiuchi                 | Munemasa Nakamoto | 15 de agosto de 2020   | [ 58 ] |
| 92                             | 43   | "Despertar" Transliteração: "Kakusei" (em japonês: 覚醒)                                           | Shunsuke Nakashige            | Kohei Urushibara  | 22 de agosto de 2020   | [ 59 ] |
| 93                             | 44   | "A espada do céu noturno" Transliteração: "Yozora no Ken" (em japonês: 夜空の剣)                   | Masakazu Kohara               | Munemasa Nakamoto | 29 de agosto de 2020   | [ 60 ] |
| 94                             | 45   | "Além do tempo" Transliteração: "Toki no Kanata" (em japonês: 時の彼方)                            | Tomoya Tanaka                 | Munemasa Nakamoto | 5 de setembro de 2020  | [ 61 ] |
| 95                             | 46   | "Alice" Transliteração: "Arisu" (em japonês: アリス)                                               | Akira Yamada                  | Munemasa Nakamoto | 12 de setembro de 2020 | [ 62 ] |
| 96                             | 47   | "New World" Transliteração: "Nyū Wārudo" (em japonês: ニューワールド)                              | Takashi Sakuma                | Munemasa Nakamoto | 19 de setembro de 2020 | ASA    |

## Nota de imprensa

### Liberação japonesa

#### Sword Art Online: Alicization
| Volume   | Volume   | Episódios               | Data de lançamento do Blu-ray e DVD |
| -------- | -------- | ----------------------- | ----------------------------------- |
|          | Volume 1 | 1-3                     | 30 de janeiro de 2019               |
| Volume 2 | 4-6      | 27 de fevereiro de 2019 |                                     |
| Volume 3 | 7-9      | 27 de março de 2019     |                                     |
| Volume 4 | 10-12    | 24 de abril de 2019     |                                     |
| Volume 5 | 13-15    | 29 de maio de 2019      |                                     |
| Volume 6 | 16-18,5  | 20 de junho de 2019     |                                     |
| Volume 7 | 19-21    | 24 de julho de 2019     |                                     |
| Volume 8 | 22-24    | 28 de agosto de 2019    |                                     |

#### Sword Art Online: Alicization - Guerra do Submundo
| Volume   | Volume   | Episódios               | Data de lançamento do Blu-ray e DVD |
| -------- | -------- | ----------------------- | ----------------------------------- |
|          | Volume 1 | 1-3                     | 25 de dezembro de 2019              |
| Volume 2 | 4-6      | 29 de janeiro de 2020   |                                     |
| Volume 3 | 7-9      | 26 de fevereiro de 2020 |                                     |
| Volume 4 | 10-12    | 25 de março de 2020     |                                     |
| Volume 5 | 13-15    | 9 de setembro de 2020   |                                     |
| Volume 6 | 16-18    | 14 de outubro de 2020   |                                     |
| Volume 7 | 19-21    | 11 de novembro de 2020  |                                     |
| Volume 8 | 22-23    | 9 de dezembro de 2020   |                                     |